# Manganohörnesita
La manganohörnesita és un mineral de la classe dels fosfats que pertany al grup de la vivianita. Originalment va ser anomenada manganesohoernesita el 1951 per Olof Gabrielson per ser l'anàleg de manganès de la hornesita (ara hörnesita), i va ser rebatejada l'any 2008 al nom actual.

## Característiques
La manganohörnesita és un arsenat de fórmula química Mn²⁺₃(AsO₄)₂(H₂O)₈. Cristal·litza en el sistema monoclínic. La seva duresa a l'escala de Mohs és 1.
Segons la classificació de Nickel-Strunz, la manganohörnesita pertany a «08.CE: Fosfats sense anions addicionals, amb H₂O, només amb cations de mida mitjana, RO₄:H₂O sobre 1:2,5» juntament amb els següents minerals: chudobaïta, geigerita, newberyita, brassita, fosforrösslerita, rösslerita, metaswitzerita, switzerita, lindackerita, ondrušita, veselovskýita, pradetita, klajita, bobierrita, annabergita, arupita, barićita, eritrita, ferrisimplesita, hörnesita, köttigita, parasimplesita, vivianita, pakhomovskyita, simplesita, cattiïta, koninckita, kaňkita, steigerita, metaschoderita, schoderita, malhmoodita, zigrasita, santabarbaraïta i metaköttigita.

## Formació i jaciments
Va ser descoberta a la mina Långban, situada a la localitat de Långban, al municipi de Filipstad (Comtat de Värmland, Suècia). També ha estat descrita en altres indrets propers tant del mateix comtat de la localitat tipus com del comtat de Västmanland. A banda de Suècia, també ha estat descrita a Alemanya, Espanya, Eslovàquia, Suïssa, els Estats Units i Xile.